# Wolhusen
Wolhusen (toponimo tedesco; informalmente anche Wolhusen-Wiggern) è un comune svizzero di 4 446 abitanti del Canton Lucerna, nel distretto di Entlebuch.

## Storia
Dal suo territorio nel 1803 fu scorporata la località di Wolhusen-Markt, divenuta comune autonomo; fino al 31 dicembre 2012 Wolhusen fece parte del distretto di Sursee.

## Monumenti e luoghi d'interesse
- Chiesa parrocchiale cattolica di Sant'Andrea, attestata dal XIV secolo[3];
- Cappella sullo Steinhuserberg, eretta nel 1661 e ricostruita nel 1971[3];
- Chiesa riformata, eretta nel 1925[3].

## Società

### Evoluzione demografica
L'evoluzione demografica è riportata nella seguente tabella:
Abitanti censiti

## Economia
A Wolhusen ha sede l'azienda di attrezzature sportive invernali Stöckli, fondata nel 1935.

## Infrastrutture e trasporti
Wolhusen è servito dalle stazioni di Wolhusen e di Wolhusen Weid delle Ferrovie Federali Svizzere, sulla linea Berna-Lucerna; la stazione di Wolhusen è anche il capolinea della ferrovia Huttwil-Wolhusen gestita dalla BLS.